# Enicospilus selmatos
Enicospilus selmatos là một loài tò vò trong họ Ichneumonidae.